# Кестендорф
Кестендорф (нім. Köstendorf) —  містечко та громада в австрійській землі Зальцбург. Містечко належить округу Зальцбург-Умгебунг.